# 瀬主
瀬主（せぬし）は、宮城県三陸地方で、おこなわれた漁業組織、制度。

## 概略
主にサメ刺し網漁で行われた。
漁業者仲間のなかから一名の総代を選び、これを「瀬主」とし、その名義の下に仲間が連帯して漁業資金を借り入れる。
その資金は二分し、半分は漁業の共同の費用、たとえば漁船借り入れ費用、食料、薪炭など、主に消耗品の購入にあてられ、他の半分はとりあえず各自に分配し、おのおのの漁具、すなわちサメ刺し網を作る資本となる。
仲間全員がその漁船に乗り込んでともに操業し、水揚げ高からまず借金を返済し、残金の半額は各自に平等に分配し、他の半額は網の漁獲高で比例配分する。
瀬主の制度はある種の共同経営であるが、共同経営の長所を利用するとともに、その短所ともされる懶惰の誘発を防いだという。